# 橋本幹彦
橋本 幹彦（はしもと みきひこ、1995年〈平成7年〉12月27日 - ）は、日本の政治家、元航空自衛官。国民民主党所属の衆議院議員（1期）。

## 来歴
千葉県八千代市生まれ。千葉県立千葉高等学校、防衛大学校公共政策学科（62期）を経て、2018年4月に航空自衛隊幹部自衛官として任官。その後、2019年に3等空尉をもって退官し、10月より経営コンサルティング会社へ転職、その後取締役に就任した。

### 政界進出
2023年に国民民主党・立憲民主党・連合千葉推薦候補（国民民主党籍有）として千葉県議会議員選挙（4月9日投開票）に成田市選挙区から立候補するも落選。同年7月19日、国民民主党の次期衆議院議員総選挙における埼玉13区での公認内定予定候補者に内定し、同地区の総支部長に就任する。

### 衆議院議員として

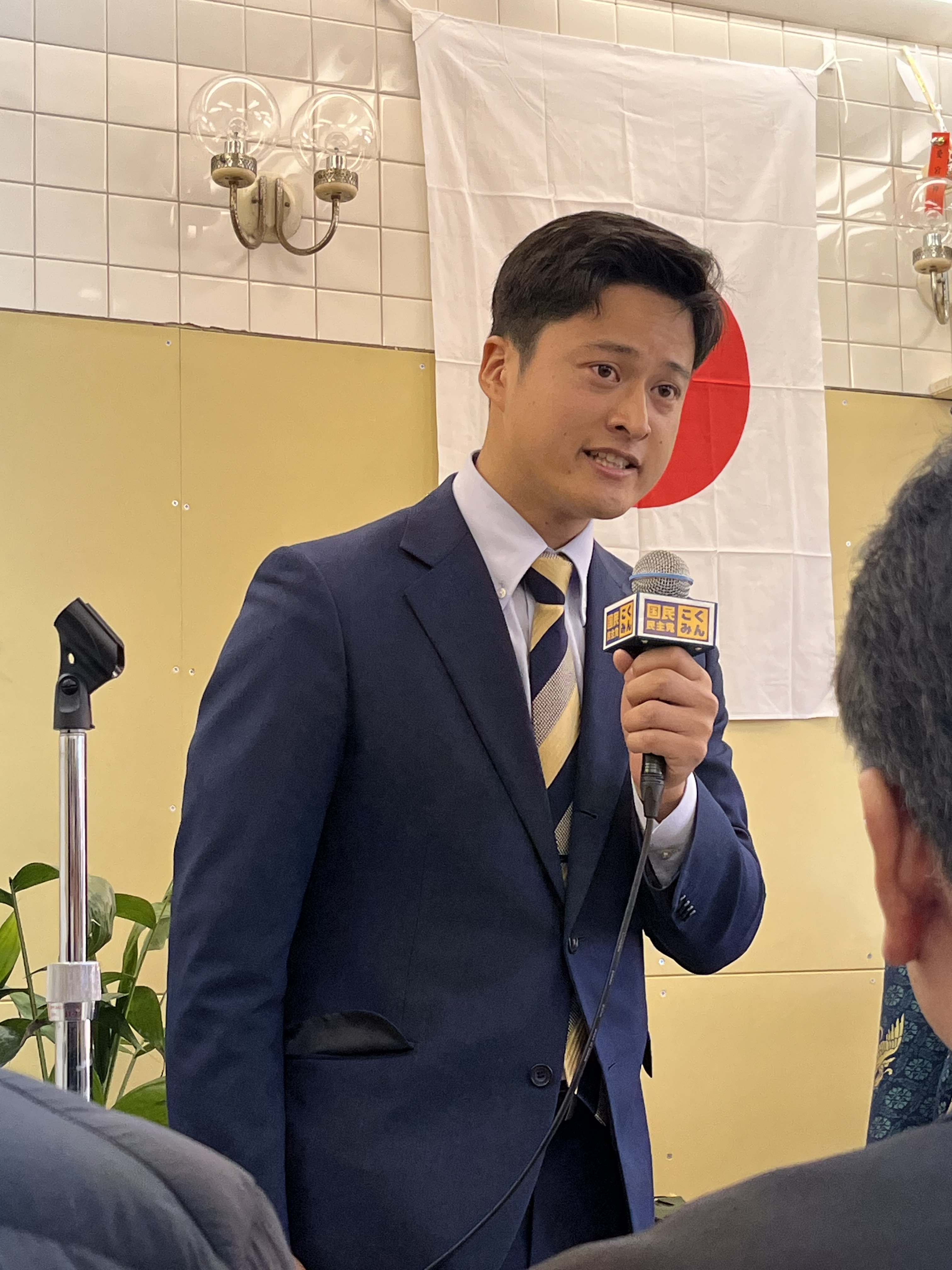
2024年2月、事務所開きで挨拶

2024年10月の第50回衆議院議員総選挙において国民民主党公認候補として埼玉13区に出馬。10月27日の投開票の結果、自民党の政治資金パーティー収入の裏金問題により公認を取り消された、5期目を目指す前職の三ッ林裕巳、れいわ新選組幹事長の高井崇志ら5名を破って初当選となった（高井は比例復活）。

## 政策・主張

### 外交・安全保障
- 日本国憲法9条を改正して自衛隊を明記することへの賛否を問うアンケートに対し、「無回答」[8][9][10][11]。
- 日本の防衛力の強化には賛成だが、費用は抑制すべき[8]。防衛増税には反対[10]。
- アメリカ合衆国との核シェアリングにやや反対[9]。
- 沖縄県をはじめとするはじめとする南西諸島の防衛力強化にどちらかと言えば賛成[11]。普天間飛行場の名護市辺野古への移設にはどちらかと言えば反対[10]。
- 中国にはより強い態度で臨むべき[10]。
- ロシアのウクライナ侵攻を受けたウクライナへの支援については、軍事に関する支援は行わず、経済支援や復興支援に限定するべき[11]。

#### 「制服組」の国会出席をめぐる発言
- 2025年2月5日の衆議院予算委員会で橋本は、事前に答弁者として複数の自衛隊の制服組（自衛官）幹部の出席を求めたが、理事会で認められなかったとして、「委員部（衆院事務局の担当部署）が安住委員長（予算委員長の安住淳）にどのように耳打ちしたか分からないが、制服組が国会に立つことを阻む根拠、法的制約はない」「今までの慣行が議論の土台をゆがめてきた」などと批判し、理事会での協議を求めた。安住はこれに対し、「制服組の答弁は、長い慣例だけでなく、先の大戦のことも踏まえて、文民統制の観点からやってきたわけで、偏った考えで判断していない。今後もこの判断を続ける」と反論。その後橋本が「政府の姿勢にも問題がある」として中谷元防衛大臣の答弁を求めたところ、安住が質疑を止め、「国民民主党も合意の上で、文民統制の重みをわきまえて国会はやってきた。行き過ぎた誹謗中傷は看過できない。戦後、長いルールの中で重く積み上げてきたもので、（防衛相や防衛官僚が）防衛省の組織として責任を持ってここで答弁をしていることを否定するようなことは許されることではない。言動に十分注意してほしい」と注意した[12][13]。その後、翌6日に国民民主党は「理事会で決まったことを委員会でおかしいと言うこと自体が国会議員として問題行為だ」として橋本に口頭で厳重注意とした[14]。

### 経済
- 消費税率を10%から引き下げるべき[10]。
- 金利上昇は慎重に行うべき[11]。
- 原子力発電は当面は必要だが将来的には廃止すべき[10]。
- 今後は再生可能エネルギーを主力電源とすべき[8]。
- 外国人労働者の受け入れは抑制すべき[10][9][11]。

### 社会
- 女性天皇に賛成。女系天皇に反対[10][8][11]。
- 選択的夫婦別姓制度の導入に賛成[10][9][11]。

## 選挙歴
| 当落 | 選挙                     | 執行日         | 年齢 | 選挙区       | 政党       | 得票数    | 得票率 | 定数 | 得票順位 /候補者数 | 政党内比例順位 /政党当選者数 |
| ---- | ------------------------ | -------------- | ---- | ------------ | ---------- | --------- | ------ | ---- | ------------------ | ---------------------------- |
| 落   | 2023年千葉県議会議員選挙 | 2023年4月9日   | 27   | 成田市選挙区 | 無所属     | 8149票    | 21.31% | 2    | 3/3                | /                            |
| 当   | 第50回衆議院議員総選挙   | 2024年10月27日 | 28   | 埼玉県第13区 | 国民民主党 | 6万1436票 | 34.10% | 1    | 1/6                | /                            |